# Камбанка и тайната на крилете
„Камбанка и тайната на крилете“ (на английски: Secret of the Wings) е американски компютърно анимиран филм от 2009 г. Това е четвъртия филм от поредицата Камбанка. Филмът излиза на екран през 7 септември 2012 г.

## Синхронен дублаж

### Озвучаващи артисти
| Роля            | Изпълнител           |
| --------------- | -------------------- |
| Зън-зън         | Марина Димитрова     |
| Снежинка        | Надя Полякова        |
| Лорд Милори     | Ивайло Велчев        |
| Дюи             | Здравко Димитров     |
| Сребърна мъгла  | Здрава Каменова      |
| Иридеса         | Лина Шишкова         |
| Розета          | Соня Костадинова     |
| Видия           | Златина Тасева       |
| Вивета          | Цветослава Симеонова |
| Хлад            | Мартин Димитров      |
| Скреж           | Златина Йорданова    |
| Блестина        | Нина Гавазова        |
| Бобъл           | Живко Джуранов       |
| Дрън            | Росен Русев          |
| Фея Мери        | Елизабет Радева      |
| Фея лечителка   | Петя Абаджиева       |
| Кралица Клариса | Симона Нанова        |

### Други гласове
| Василка Сугарева  |
| Георги Иванов     |
| Георги Спасов     |
| Десислава Петкова |
| Деян Ангелов      |
| Елена Пеева       |
| Михаела Начкова   |
| Петър Бонев       |
| Сандра Петрова    |
| Светлана Смолева  |
| Стефан Младенов   |

### Песни
| Песен                        | Изпълнител    |
| ---------------------------- | ------------- |
| Пак сме тук Различни светове | Любена Нинова |

### Българска версия
| Обработка                            | Александра Аудио Shepperton International |
| ------------------------------------ | ----------------------------------------- |
| Режисьор на дублажа                  | Симона Нанова                             |
| Превод                               | Милена Васкова                            |
| Музикален режисьор Превод на песните | Десислава Софранова                       |
| Тонрежисьор на записа                | Петър Костов                              |
| Творчески директор                   | Венета Янкова                             |
| Продуцент на българската версия      | Disney Character Voices International     |